# Paweł Stobrawa

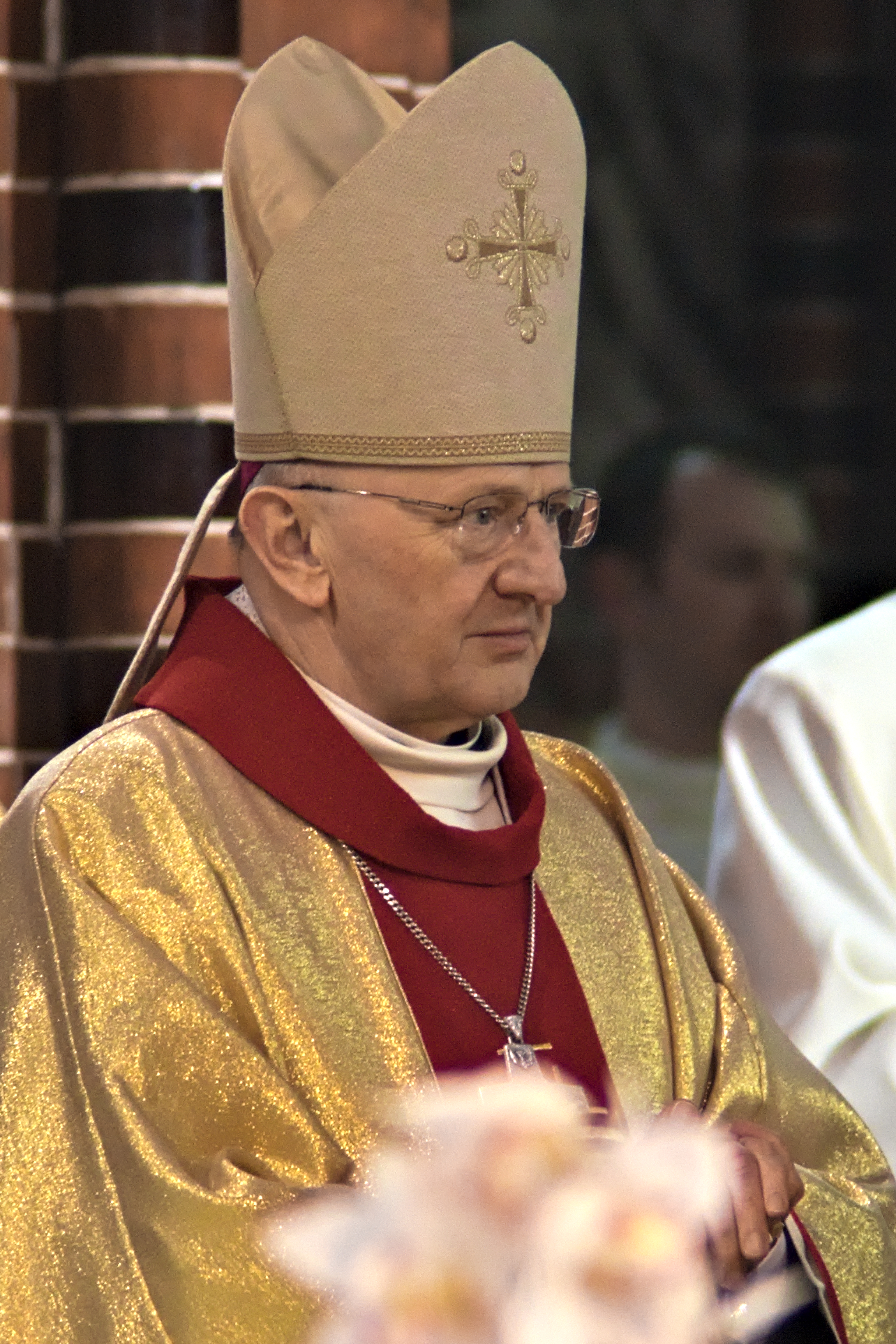
Paweł Stobrawa (2020)

Wappen von Paweł Stobrawa

Paweł Stobrawa (* 22. April 1947 in Zborowskie, Woiwodschaft Schlesien) ist ein polnischer römisch-katholischer Geistlicher und emeritierter Weihbischof in Oppeln.

## Leben
Paweł Stobrawa besuchte ab 1961 das Kleine Seminar in Gliwice und nach dessen Schließung durch die staatlichen Behörden das Adam-Mickiewicz-Gymnasium in Lubliniec. Nachdem er das Abitur erlangt hatte, studierte er von 1966 bis 1973 Philosophie und Katholische Theologie am Priesterseminar in Nysa. Am 20. Mai 1973 empfing er in der Kathedrale zum Heiligen Kreuz durch den Bischof von Oppeln, Franciszek Jop, das Sakrament der Priesterweihe.
Stobrawa war zunächst als Pfarrvikar in den Pfarreien St. Nikolaus in Pyskowice (1973–1977), St. Andreas in Zabrze (1977) und St. Katharina in Toszek (1978) tätig, bevor er 1978 Ökonom und 1986 Subregens des Priesterseminars in Nysa wurde. Ab 1991 war Paweł Stobrawa Pfarrer der Pfarrei St. Peter und Paul in Oppeln. Zudem wurde er 1992 Handwerker-Seelsorger des Bistums Oppeln und 1994 Dechant des Dekanats Oppeln. Außerdem gehörte Stobrawa ab 1992 dem Konsultorenkollegium, ab 1996 dem Diözesanpastoralrat und ab 2000 der Diözesankommission für den Bau von Kirchengebäuden an. Am 8. April 2000 verlieh ihm Papst Johannes Paul II. den Ehrentitel Päpstlicher Ehrenkaplan.
Papst Johannes Paul II. ernannte ihn am 16. April 2003 zum Titularbischof von Aeca und Weihbischof in Oppeln. Die Bischofsweihe spendete ihm der Bischof von Oppeln, Erzbischof Alfons Nossol, am 14. Mai desselben Jahres in der Kirche St. Peter und Paul in Oppeln; Mitkonsekratoren waren die Weihbischöfe in Oppeln, Jan Bagiński und Jan Kopiec. Paweł Stobrawa wählte den Wahlspruch Caritati confisus sum („Ich habe mich der Liebe anvertraut“). In der Polnischen Bischofskonferenz gehörte er der Missionskommission und dem Rat für Migration, Tourismus und Pilgerreisen an.
Am 22. April 2022 nahm Papst Franziskus das von Paweł Stobrawa aus Altersgründen vorgebrachte Rücktrittsgesuch an.